# Upały w Indiach (2015)
Upały w Indiach – fala upałów, które nawiedziły południowo-wschodnią część Indii w połowie maja 2015 roku, w wyniku czego śmierć poniosło ponad 2000 osób.
W Andhra Pradesh w wyniku wysokich temperatur zmarły 852 osoby, a w Telanganie 288 osób, gdzie zanotowano temperaturę 48 stopni Celsjusza. W Delhi odnotowano 45,5 stopni Celsjusza. W Nandigame temperatura wzrosła do 44 stopni Celsjusza.